# Saudi Arabia Railways
Die Saudi Arabia Railways (SAR; Saudi-Arabische Eisenbahnen; arabisch الشركة السعودية للخطوط الحديدية, DMG aš-Šarika as-saʿūdīya li-l-Ḫuṭūṭ al-ḥadīdīya) ist ein saudi-arabisches Staatseisenbahnunternehmen und betreibt das Dieselnetz des Landes.

## Geschichte
Das Unternehmen wurde im Frühjahr 2006 als Saudi Railway Company (SRC) gegründet, um Bau und Betrieb der Nord-Süd-Linie, einer Eisenbahnstrecke von der jordanischen Grenze bis zur Hauptstadt Riad mit Abzweigungen zu einigen Bergwerke sowie zur Hafenstadt Ras Al Khair am Persischen Golf, zu verwirklichen.
Nachdem die Neubaustrecke 2012 in ersten Teilabschnitten für den Güterverkehr und 2017 für den Personenverkehr auf der Hauptstrecke Riad – Al-Haditha eröffnet wurde, existierten drei staatliche Eisenbahnverwaltungen für das weniger als 4000 Kilometer umfassende Streckennetz: die Saudi Railways Organisation (SRO) mit den beiden Strecken der Dammam-Riad-Bahn und der Haramain-Express mit der elektrifizierten Hochgeschwindigkeitsstrecke von Mekka nach Medina sowie eben die SRC.
Daher beschloss die saudische Regierung, die SRO zum 1. April 2021 in der SRC aufgehen zu lassen und das so entstandene Unternehmen in Saudi Arabia Railways umzubenennen.

## Streckennetz

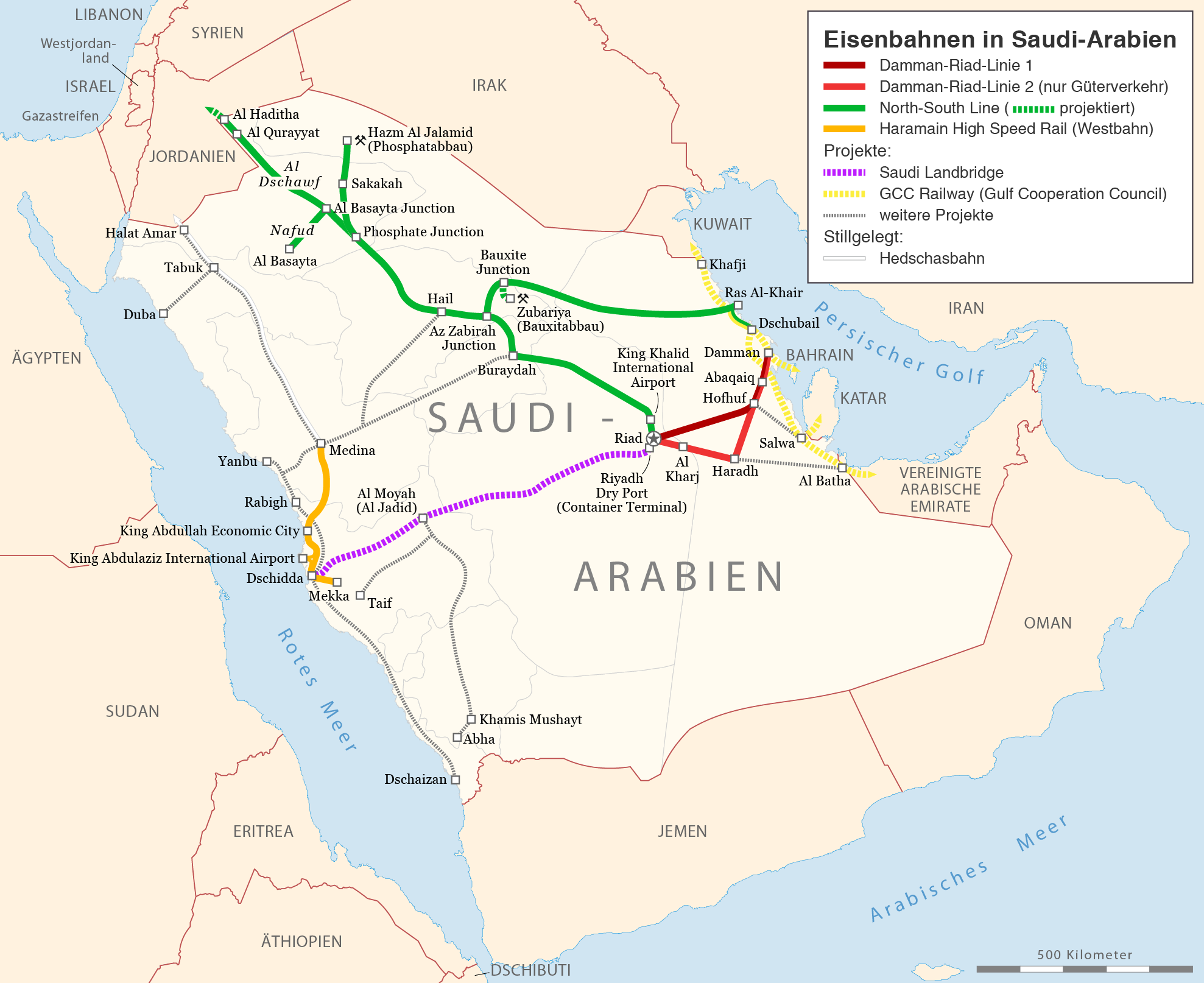
Saudi-Arabien: Strecken und Projekte

Das Streckennetz der SAR wird aktuell (Stand: Mai 2023) ausschließlich mit Diesellokomotiven betrieben. Alle Strecken sind in Normalspur angelegt, sie dienen im Wesentlichen dem Güterverkehr und daneben in Teilstrecken auch dem Personenverkehr. Die Strecken sind überwiegend eingleisig mit zahlreichen Ausweichstellen für Zugkreuzungen, nur die Hauptbahn der Bahnstrecke Dammam–Riad 1 ist zweigleisig. Die Länge des Streckennetzes betrug 2021 rund 5000 km.
| Status                                    | Strecke                                                                       | Höchstgeschwindigkeit                                                    | Länge                                                         | Inbetriebnahme                                | Stromsystem  | Zugbeeinflussung | Nutzung durch                         |
| ----------------------------------------- | ----------------------------------------------------------------------------- | ------------------------------------------------------------------------ | ------------------------------------------------------------- | --------------------------------------------- | ------------ | ---------------- | ------------------------------------- |
| Ausbau in Betrieb                         | Dammam-Riad-Linie 1 (Dammam–Riad)                                             | 200 km/h Abschnitt Hofuf–Riad (Fahrzeit 2023: 4:02 Std.; Ziel: 3 Std.)   | 449 km Anm. 1                                                 | 1985 2012 2015 zweigleisig mit HGV            | Diesel       | ETCS Level 1     | CAF Mc mit vier Wagen und Steuerwagen |
| Ausbau geplant                            | Dammam-Riad-Linie 1 (Dammam–Riad)                                             | 300 km/h                                                                 | 449 km Anm. 1                                                 |                                               | 25 kV, 50 Hz |                  | Talgo 350 SRO                         |
| Neubau im Bau                             | Dammam-Riad-Linie 1 Umfahrung Hofuf                                           | 200 km/h                                                                 | 47 km inklusive Anschlüsse                                    | geplant 2023                                  | Diesel       | ETCS Level 1     |                                       |
| Ausbau in Betrieb                         | Dammam-Riad-Linie 2 (Dammam–Haradh–Riad)                                      | 110 km/h                                                                 | 561 km Anm. 1                                                 | 1951                                          | Diesel       | ETCS Level 1     | Güterverkehr                          |
| Ausbau geplant                            | Dammam-Riad-Linie 2 (Dammam–Haradh–Riad)                                      | 150 km/h                                                                 | 561 km Anm. 1                                                 | (Abschnitt Hofuf–Haradh in Bau)               | Diesel       | ETCS Level 1     | Güterverkehr                          |
| Neubau in Betrieb                         | Nord-Süd-Linie (Al-Hadītha–Riad)                                              | 250 km/h Trassierungsgeschwindigkeit 200 km/h Personenverkehr Riad–Ha'il | 2.400 km Güterverkehr 995 km Personenverkehr Riad–Al-Qurayyat | 2015 Güterverkehr 2017 Personenverkehr        | Diesel       | ETCS Level 2     | CAF Mc mit neun Wagen und CAF Mc      |
| Neubau im Bau                             | Nord-Süd-Linie Anschlussgleis Zubariya-Mine                                   |                                                                          | 22 km                                                         | geplant 2023                                  | Diesel       |                  | Güterverkehr                          |
| Neubau z. T. im Bau, z. T. zurückgestellt | Gulf Railway                                                                  | 220 km/h Personenverkehr 80–120 km/h Güterverkehr                        | 663 km                                                        | ursprünglich geplant 2023, aktuell unbestimmt | Diesel       |                  | Mischverkehr                          |
| Neubau geplant                            | Saudi Landbridge (Riad–Dschidda) und zusätzlicher Ausbau im Umfang von 406 km | 250 km/h                                                                 | 958 km                                                        |                                               | Diesel       |                  | Mischverkehr                          |
| Projekt                                   | Taif–Chamis Muschait–Abha                                                     |                                                                          | 706 km                                                        |                                               |              |                  | Mischverkehr                          |
| Projekt                                   | Dschidda–Yanbu                                                                |                                                                          | 330 km                                                        |                                               |              |                  | Mischverkehr                          |
| Projekt                                   | Dschidda–Dschaizan                                                            |                                                                          | 660 km                                                        |                                               |              |                  | Mischverkehr                          |
| Projekt                                   | Medina–Tabuk–Halat Ammar (Wiederaufbau Hedschasbahn)                          |                                                                          | 739 km                                                        |                                               |              |                  | Mischverkehr                          |
| Projekt                                   | Tabuk–Duba                                                                    |                                                                          | ~170 km                                                       |                                               |              |                  | Mischverkehr                          |

## Technik

### Infrastruktur
Verwendet werden Schienen des Typs UIC 60. Die Weichenantriebe werden durch Gehäuse vor Sand geschützt. Die technische Ausstattung der Strecken umfasst moderne Signalanlagen mit Blockstellen und die Ausrüstung noch verbliebener Bahnübergänge mit Videoüberwachung. Die Zugsicherung erfolgt auf allen Strecken durch ETCS Level 2. Wegen der extremen Witterungsbedingungen haben die ETCS-Balisen einen speziellen Sonnenschutz. Außerdem wurde für Steuerung und Funkverkehr GSM-R eingeführt.

### Fahrzeuge

#### Triebzüge mit Triebköpfen
Der Personenverkehr wird mit Wendezügen von CAF durchgeführt. Die Züge auf der Damman-Riad-Linie 1 sind sechsteilige vollklimatisierte Zuggarnituren aus Diesel-Triebkopf, vier Mittelwagen und einem Steuerwagen mit zusammen 288 Sitzplätzen in zwei Wagenklassen. Sie sind 152 Meter lang und verfügen über ERTMS, Wifi, Radio, Passagierinfosystem, Behinderten-WC und Cafeteria-Service. Die Züge auf der Nord-Süd-Linie sind elf- oder 15-teilige Zuggarnituren aus je einem Diesel-Triebkopf vorne und hinten und entsprechender Anzahl Mittelwagen mit je zwei voneinander unabhängigen Klimaanlagen, um deren Funktion auf jeden Fall sicherzustellen, mit zusammen 377 oder 444 Sitzplätzen. Sie sind 288 oder 381 Meter lang und verfügen über ERTMS, Wifi, Passagierinfosystem, Behinderten-WC, Cafeteria-Service und Rauchmeldern.
Für die Bahnstrecke Medina–Mekka bestellte die Saudi Railways Organisation 36 Talgo 350 Züge. Diese basieren weitestgehend auf der RENFE-Baureihe 112 erhielten jedoch einige Modifikationen die den Betrieb unter extremen klimatischen Bedingungen erleichtern sollen. Unter anderem verfügt jeder Zug über 13 Wagen mit je zwei voneinander unabhängigen Klimaanlagen, um deren Funktion auf jeden Fall sicherzustellen. Ein Zug bietet 417 Sitzplätze in zwei Wagenklassen. Eine Garnitur wird als Hofzug für den saudischen König verwendet und erhielt eine besondere Ausstattung.
Die Züge verkehren seit dem 11. Oktober 2018 im Fahrgastbetrieb als Haramain Hochgeschwindigkeitszug.
Im Februar 2024 wurden bei Stadler Rail zehn als Intercity-Züge der nächsten Generation bezeichnete Triebzüge bestellt und für weitere zehn Züge eine Option vereinbart.
| Typ                  | Bild | Höchst- geschwindig- keit in km/h | Anzahl                                                                                                  | Bemerkungen | Baujahre  |
| -------------------- | ---- | --------------------------------- | --- | --- | --------- |
| Talgo 350 SRO        |      | 300                               | 36 Triebzüge: - 468 Mittelwagen - 72 elektrische Triebköpfe Typ Mc                                      | 36 dreizehnteilige Zuggarnituren Mc-T-T-T-T-T-T-T-T-T-T-T-T-T-Mc, 215 m Länge, 417 Sitzplätze                                                                                 | 2014–2018 |
| SAR-200 CAF Wendezug |      | 200                               | 12 Triebzüge: - 62 Mittelwagen - 12 Diesel-Triebköpfe Typ Mc                                            | 4 neunteilige Zuggarnituren Mc-T-T-T-T-T-T-T-T-T-Mc, 288 m Länge, 377 Sitzplätze 2 dreizehnteilige Zuggarnituren Mc-T-T-T-T-T-T-T-T-T-T-T-T-T-Mc, 381 m Länge, 444 Sitzplätze | 2013–2017 |
| SRO-180 CAF Wendezug |      | 180                               | 8 Triebzüge (+2 Triebköpfe): - 32 Mittelwagen - 8 Steuerwagen - 10 Diesel-Triebköpfe Typ Mc (5001–5010) | 6 sechsteilige Zuggarnituren Mc-T-T-T-T-Tc, 152,22 m Länge, 288 Sitzplätze, 2 Lokomotiven Mc in Reserve                                                                       | 2011–2013 |

#### Diesellokomotiven
Für den Güterverkehr steht eine breite Palette Dieselelektrischer Lokomotiven zur Verfügung sowie Tausende Wagen Rollmaterial. Containerzüge werden in der Regel mit Doppelstock-Containertragwagen gefahren.
| Typ                  | Bild | Höchst- geschwindig- keit in km/h | Anzahl | Bemerkungen | Baujahre  |
| -------------------- | ---- | --------------------------------- | ------ | --- | --------- |
| EMD SD70ACS          |      | 110                               | 61     | Dieselelektrische Lokomotiven für den schweren Dienst an Erzzügen | 2010–2016 |
| ALCO RS-1            |      | 105                               | 6      | Serie 1000–1005. Dieselelektrische Lokomotiven, ursprünglich Arabian American Oil Company A11x50-A11x51, 1002–1005 | 1947–1951 |
| EMD SW1001           |      |                                   | 5      | Serie 1022–1026. Bestellung 818000 1/5. Dieselelektrische Lokomotiven | 1981      |
| NS Class 2400 (1954) |      | 80                                | 7      | Gebrauchte Dieselelektrische Lokomotiven, übernommen von der NS in 1976 für die Bauarbeiten am Seehafen in al-Dschubail. Ursprünglich 2427, 2445, 2485, 2497, 2499, 2519, 2523. Umnummeriert in 101–107. Verkauft an Archirodon für Streckenrenovierung zwischen Damman und Riad und umnummeriert zu 276-04 – 276-09. Einige verschrottet in 1983, Andere aktiv bis 1994 und danach abgestellt in Hofuf. | 1954–1956 |
| EMD G18              |      |                                   | 16     | Serie 1006–1021. Bestellung 710971–710975, 713081–713082, 713233–713235 und 748005 1/6. Dieselelektrische Lokomotiven | 1968–1976 |
| EMD GP18M            |      |                                   | 1      | Serie 1200. Bestellung 700178. Dieselelektrische Lokomotive eingestuft mit 1120 kW | 1961      |
| EMD FP7A             |      | 161–192                           | 2      | Serie 1500–1501. Bestellung 7019. Dieselelektrische Lokomotiven übernommen von Arabian American Oil Company (ursprünglich 1006–1007) | 1953      |
| EMD FP9A             |      | 105–169                           | 7      | Serie 1502–1508. Bestellungen 701553, 701493–701494, 702272–702275. Dieselelektrische Lokomotiven | 1956–1959 |
| EMD GP38-2           |      | 105                               | 1      | Serie 2000. Bestellung 712783. Dieselelektrische Lokomotive | 1973      |
| EMD GPL38S           |      | 112                               | 7      | Serie 2001–2007. Bestellung 201288865. Dieselelektrische Lokomotiven | 2015      |
| EMD GT22CW           |      | 105–150                           | 3      | Serie 2001–2003. Bestellung 748004. Dieselelektrische Lokomotiven | 1976      |
| EMD SD38-2           |      | 105                               | 6      | Serie 2004–2009. Bestellung 778050. Dieselelektrische Lokomotiven | 1978      |
| EMD SDL38            |      |                                   | 6      | Serie 2030–2035. Bestellung 20148061. Dieselelektrische Lokomotiven | 2016      |
| EMD SDL50            |      | 110–144                           | 31     | Serie 3500–3530. Dieselelektrische Lokomotiven | 1981–2005 |
| EMD GT46ACS          |      |                                   | 17     | Serie 4300–4316. Bestellungen 20118517 und 20148134. Dieselelektrische Lokomotiven | 2013–2015 |
| Class 319.2          |      | 120                               | >4     | Dieselelektrische Lokomotiven, gebraucht gekauft | 2014      |